# Trichaeta diplaga
Trichaeta diplaga là một loài bướm đêm thuộc phân họ Arctiinae, họ Erebidae.